# Lithodes murrayi
Lithodes murrayi is een tienpotigensoort uit de familie van de Lithodidae. De wetenschappelijke naam van de soort is voor het eerst geldig gepubliceerd in 1888 door Henderson.